# York Peppermint Pattie
York Peppermint Pattie es un chocolate oscuro con menta producido por The Hershey Company.
Fue primero producido en York, Pensilvania, por Henry Kessler en su Compañía de Cono del York en 1940, para venta en los Estados Unidos Nororientales, Ohio, Indiana, Illinois, y Florida.  En 1972, la Compañía de Cono del York estuvo adquirida por Peter Paul, el cual lanzó el York Peppermint Pattie nacionalmente en 1975.
En 1978, Peter Paul fusionó con Cadbury. York pasó al Hershey Foods Corporation cuándo adquirió las operaciones de EE. UU. de Cadbury Schweppes en 1988.
Durante los 1970s y continuando en el presente, Peter Paul lanzó un memorable anunciando campaña para el caramelo con el tagline "Conseguir el Sensation".
Las características de pastelería fuertemente contrastando sabores, con un chocolate particularmente amargo recubrimiento alrededor de un centro de azúcar. Un azúcar-la versión libre del caramelo es también disponible.
Mucho chocolate-cubierto peppermints había sido hecho antes del York Peppermint Pattie vino en el mercado, pero la versión de Kessler era firme y crisp, mientras la competición era blanda y gooey. Un empleado anterior y residente de York Phil Collin recordó la final (muestra) prueba el pattie pasó por antes de que  deje la fábrica. Sea un chasquear prueba. Si el caramelo no rompió limpio en el medio, sea un segundo.
En 2009, la producción del York Peppermint Pattie llegó de Leer, Pensilvania, a México.

## Variaciones
- Pearson  Menta Patties – Originalmente hecho por Trudeau Compañía de Caramelo de St. Paul, Minnesota, Pearson está adquirido Trudeau es en 1951 adquiriendo la Menta Patties producto. Similar al York pero sensiblemente más pequeño,  tiene un creamy el centro blanco sazonado con real peppermint el aceite cubierto con 66% cacao chocolate oscuro.
- El azúcar Libre Peppermint Patties – un azúcar-versión libre del tradicional Peppermint Pattie.
- Menta de Trufa del chocolate – introducido en 2004, el cual tuvo un relleno marrón.[5]
- Rosa de Edición limitada Pattie – introducido en octubre de 2005. Peppermint Pattie Con relleno rosa. La venta procede está dado a búsqueda de cáncer del pecho a través de la Coalición de Supervivencia del Young.
- Mentas de York – introducidos en 2007, una lata llenada con mordisco-sized mentas que tiene una concha de menta, chocolate en el interior, y más menta en el interior.
- York Peppermint Mordiscos – Introducidos en 2003. Mordisco sized, ronda shaped caramelo. Introducido con otro Hershey sabores.
- Peppermint Patties – Murciélago-shaped Peppermint Patties hizo cada año alrededor de Halloween. Reemplazado con Peppermint Patties Calabazas en 2007.
- Peppermint Patties Calabazas – introducidos en octubre de 2007 para Halloween. Calabaza-shaped Peppermint Patties con relleno naranja.
- Peppermint Patties Caja de Corazón de Corazones de miniatura @– introducido para día de San Valentín. Corazón-shaped patties en un corazón-shaped caja.
- Peppermint Pattie Snowflakes – Para Navidad, snowflake-shaped Peppermint Patties.
- Huevo shaped Patties – para Easter.